# Zehneria liukiuensis
Zehneria liukiuensis är en gurkväxtart som först beskrevs av Takenoshin Nakai, och fick sitt nu gällande namn av Charles Jeffrey och Egbert Hamilton Walker. Zehneria liukiuensis ingår i släktet Zehneria och familjen gurkväxter. Inga underarter finns listade i Catalogue of Life.